# Mangelia stellata
Mangelia stellata är en snäckart som först beskrevs av Morch 1860.  Mangelia stellata ingår i släktet Mangelia och familjen kägelsnäckor. Inga underarter finns listade i Catalogue of Life.